# Vibeke Skofterud
Vibeke Skofterud (Askim, 1980. április 20. – Hove, 2018. július 29.) olimpiai aranyérmes norvég sífutó.

## Pályafutása
A 2010-es vancouveri téli olimpián aranyérmet nyert 4 × 5 km-es váltóban Therese Johauggal, Kristin Størmer Steira-val és Marit Bjørgennel. 2003 és 2011 között két világbajnoki arany és egy-egy ezüst- illetve bronzérmet nyert 4 × 5 km-es váltóban. 2015-ben vonult vissza a versenyzéstől.
2018. július 29-én jet ski balesetben hunyt el.

## Sikerei, díjai
- Olimpiai játékok
  - aranyérmes: 2010, Vancouver – 4 × 5 km, váltó
- Világbajnokság – 4 × 5 km, váltó
  - aranyérmes: 2005, 2011
  - ezüstérmes: 2003
  - bronzérmes: 2007